# پتاری-تپویی
پتاری-تپویی (به اسپانیایی: Ptarí) یک کوه در ونزوئلا است که در ایالت بولیوار واقع شده‌است. پتاری-تپویی ۲٬۴۰۰ متر بالاتر از سطح دریا واقع شده‌است.